# Roberto III de Hesbaye
Robert III de Hesbaye fue un noble franco de la familia de los Robertinos. Hijo de Roberto II de Hesbaye, está testimoniado como conde de Worms y de Oberrheingau entre los años de 812 y 816. Es ascendiente, entre otros, del actual rey de España Felipe VI.
Se casó con Waldrada de Worms, hija del conde Adrián de Orleans y sobrina de Hildegarda de Anglachgau, esposa de Carlomagno, hermana de Odón de Orleans y tía de Ermentrudis de Orleans, esposa de Carlos el Calvo. De este matrimonio, nacieron:
- con casi toda probabilidad, Roberto el Fuerte († 866), marqués de Neustria;
- probablemente Eudes I de Troyes († 871), conde de Troyes;
- probablemente Adalelmo de Laon, conde de Laon, consejero de Luis II de Francia en 877 y padre de Gautier de Laon, conde de Laon, ejecutado en 892.

Murió antes de 834. Su hijo Roberto heredó sus condados en 836.